# Басейн Гінді
Басейн Гінді – один з нафтогазоносних басейнів Західної пустелі Єгипту, розташований неподалік від південно-західних околиць каїрської агломерації.
На межі кам’яновугільного та пермського періодів від північно-східного узбережжя південної частини Пангеї відкололась смуга мікроконтинентів (Кіммерія), унаслідок чого сучасне північно-східне узбережжя Африки став омивати океан Неотетіс. Значно пізніше, у ранньому  та середньому юрському періоді, завершився розпад Пангеї на північну (Лавразія) та південну (Гондвана) частини. Паралельно з розколом між європейською та африканською плитами, зона контакту яких охоплювала сучасне північно-західне узбережжя Африки, на північно-східному узбережжі останньої виникла зона рифтогенезу, яка розщеплювала докембрійський фундамент. При цьому під час трансгресії океану у пізній юрі в рифтах відбувалось посилене осадонакопичення, зокрема, виникла багата на нафтогазоматеринський матеріал формація Хататба. Рифтогенез тривав до ранньої крейди, проте у підсумку затухнув та не призвів до розколу африкано-аравійської плити. А у пізній крейді зіткнення аравійського краю цієї плити з внутрішньоокеанічним жолобом субдукції призвело до стискання рифтів та формування серії складчастих структур, які, зокрема, відповідають за нафтогазонакопичення в басейнах Західної пустелі (зона, у якій проходили ці процеси, відома як Сирійська арка). 
В середині 1990-х років у північній частині басейну виявили групу родовищ Карун (Карун, Карун-Північ, Південно-Східний Карун, Сакер та Харун-Північ). Їх нафтові поклади пов’язані із двома формаціями, які виникли на межі ранньої та пізньої крейди – Харіта (альбський ярус), що формувалась у прибережних та мілководно-морських умовах і складається із пісковиків з пропластками сланців та Бахарія (сеноманський ярус), колекторами у якій так само виступають пісковики. Важливою особливістю геології північної частини басейну Гінді є те, що нафтоматеринські породи формації Хататба знаходяться у сусідньому осадовому басейні Катанія. Завдяки інверсії (підняттю) порід останнього утворився шлях міграції вуглеводнів на південний схід із підсумковим потраплянням у пастку вже в басейні Гінді.
Геологічною структурою, яка обмежує з півдня власне басейн Гінді, вважається підняття Ваді-Ель-Раян – Сілла, над східною частиною якого розташована Фаюмська оаза. Втім, частина авторів розглядає його як складову басейну Гінді, а сам басейн називають басейном Фаюм або Фаюм-Гінді. Одночасно з розвідкою на північній групі родовищ ті ж інвестори пробурили на півдні свердловину Wadi Ryan-1X, яка виявила нафту у горизонті “G” формації Абу-Роаш (сеноманський ярус), складеному пропластками пісковиків та сланців із включеннями карбонатів. Хоча на тестуванні отримали приплив у 950 барелів нафти на добу, цього виявилось недостатньо для продовження розвідувальних робіт. Втім, у середині 2000-х інша компанія узялась за розвідку дещо далі на північний-схід та у 2008-му виявила родовище Сіла. В наступні роки тут було відкрито півтора десятка дрібних родовищ (Сіла-Північ, Сіла-Північ Глибоке, Терса та інші), причому в усіх випадках комерційні поклади виявились пов’язаними із верхньокрейдовими формаціями Абу-Роаш та Бахарія. Пробурена в 2021-му чергова розвідувальна свердловина окрім покладу у горизонті Абу-Роаш  “G” також виявила нафтопрояви у горизонтах “E”, “D” (туронський ярус) та “A” (коньякський ярус) цієї ж формації.